# Louis Muhlen-Schulte
Louis Muhlen-Schulte (12 marzo 1998) è uno sciatore alpino australiano.

## Biografia
Attivo in gare FIS dall'agosto del 2014, in Australia New Zealand Cup Muhlen-Schulte ha esordito il 22 agosto 2015 a Perisher in slalom speciale, senza completare la prova, e ha colto il primo podio il 24 agosto 2018 a Mount Hotham nella medesima specialità (2º). Ha debuttato in Coppa del Mondo il 24 novembre 2019 a Levi in slalom speciale, senza completare la prova; ai XXIV Giochi olimpici invernali di Pechino 2022, sua prima presenza olimpica, si è classificato 23º nello slalom gigante e non ha completato lo slalom speciale. Ai Mondiali di Courchevel/Méribel 2023, sua prima presenza iridata, non ha completato lo slalom gigante e lo slalom speciale e non si è qualificato per la finale nel parallelo; a quelli di Saalbach-Hinterglemm 2025 si è piazzato 31º nello slalom gigante e non completato lo slalom speciale.

## Palmarès

### Coppa del Mondo
- Miglior piazzamento in classifica generale: 143º nel 2024

### Nor-Am Cup
- Miglior piazzamento in classifica generale: 25º nel 2019
- 1 podio:
  - 1 terzo posto

### Australia New Zealand Cup
- Miglior piazzamento in classifica generale: 8º nel 2024
- 3 podi:
  - 2 secondi posti
  - 1 terzo posto